# Chung Hyeon
Chung Hyeon (Suwon, 19 maggio 1996) è un tennista sudcoreano.
Agli Australian Open 2018 è diventato il primo coreano a disputare una semifinale in una prova del Grande Slam. Ha vinto in carriera nove titoli dell'ATP Challenger Tour e nel 2017 la prima edizione delle Next Generation ATP Finals.
La sua migliore posizione nel ranking ATP in singolare è la 19ª, raggiunta nell'aprile 2018. Patisce una serie di infortuni tra il 2018 e il 2023, Si sottopone a un intervento chirurgico e affronta una lunga convalescenza. Rientra a giocare a fine 2022 e dopo alcuni incontri disputati inizia una nuova convalescenza nel 2023.

## Carriera

### Juniores: 7ª posizione mondiale e finale a Wimbledon
Inizia a giocare a tennis all'età di sei anni su consiglio dei medici per tenere sotto controllo la miopia. Dopo aver vinto l'Eddie Herr International e il Junior Orange Bowl, categoria under-12, si trasferisce in Florida con il fratello per frequentare la prestigiosa accademia di Nick Bollettieri. Esordisce nel circuito junior nel 2010 e raggiunge nel 2013 la 7ª posizione delle classifiche mondiali di categoria. Nei tornei juniores del Grande Slam vanta una finale a Wimbledon 2013, sconfitto da Gianluigi Quinzi, e i quarti di finale all'Australian Open 2014, battuto da Alexander Zverev.

### Inizi da professionista: primo titolo ITF
Fa il suo esordio nel circuito professionistico nell'ottobre 2012 al Challenger di Seul e ottiene subito il primo punto ATP raggiungendo il secondo turno per ritiro dell'avversario. Al successivo torneo Indonesia F3 dell'ITF Men's Circuit (Futures Series) vince il suo primo incontro da professionista e la settimana dopo si spinge fino ai quarti di finale nel torneo Indonesia F4. In dicembre disputa la sua prima semifinale di categoria ITF all'Hong Kong F3. Torna a disputare una semifinale nell'aprile 2013 e il mese successivo raggiunge per la prima volta una finale al Futures Korea F2, persa in tre set da Daniel Nguyen. In giugno vince il primo titolo Futures al Korea F6 battendo in finale Enrique Lopez Perez per 6-2, 6-3 e poco dopo perde da Quinzi la finale del torneo juniores di Wimbledon. In settembre supera le qualificazioni al Challenger di Kaohsiung e viene eliminato al primo turno del tabellone principale. La settimana dopo, grazie a una wild card, fa il suo debutto nel circuito ATP perdendo al primo turno del Malaysian Open contro Federico Delbonis. Vince il suo primo incontro in un tabellone principale Challenger al torneo di Yokohama, dove viene eliminato al secondo turno. Chiude il 2013 in 550ª posizione del ranking ATP, dopo essere arrivato alla 490ª in ottobre.

### 2014: primo titolo Challenger e top 200, debutto in Coppa Davis
Inizia il 2014 in febbraio vincendo tornei Futures in Thailandia e a marzo perde la finale del Futures China F3. Il 4 aprile fa il suo esordio in Coppa Davis a Busan e viene sconfitto da Somdev Devvarman nella sfida che la Corea del Sud perde contro l'India. Sempre a Busan disputa in maggio la sua prima semifinale Challenger, che perde in tre set contro Jimmy Wang. A inizio giugno vince un torneo Futures coreano e a fine mese disputa in Cina un'altra semifinale Challenger. Continua a risalire la classifica e il 31 agosto alza il suo primo trofeo Challenger battendo in due set Jordan Thompson nella finale del Bangkok Open, divenendo il secondo asiatico più giovane a conquistare un titolo di categoria dopo Jimmy Wang. Guadagna 69 posizioni nel ranking e fa il suo ingresso nella top 200, al 180º posto.
Tenta per la prima volta la qualificazione a un torneo del Grande Slam in settembre agli US Open e viene eliminato al secondo incontro. Dopo i due successi in singolare nella sfida di Coppa Davis vinta contro Taiwan, vince il doppio ai XVII Giochi asiatici di Incheon in coppia con Lim Yong-kyu. Gli viene concesso di partecipare a 4 settimane di addestramento militare al posto dei canonici due anni di servizio militare. A novembre raggiunge la semifinale nel Challenger di Yokohama e chiude la stagione al 173º posto del ranking.

### 2015: 4 titoli Challenger e top 100
Nel gennaio 2015 partecipa per la prima volta alle qualificazioni degli Australian Open e viene eliminato nel turno decisivo da Elias Ymer. Dopo la semifinale al Challenger di Hong Kong, a febbraio vince il suo secondo titolo Challenger al Burnie International sconfiggendo in finale Alex Bolt. Poco dopo perde contro Bjorn Fratangelo la finale del Launceston Tennis International. A marzo si impone nei due singolari nella sfida di Coppa Davis vinta 3-2 contro la Thailandia, a cui fa seguito la semifinale raggiunta al Challenger di Guangzhou. Verso fine mese grazie a una wild card entra per la prima volta nel tabellone principale di un Masters 1000 a Miami e al primo turno supera in tre set il nº 50 ATP Marcel Granollers, ottenendo la sua prima vittoria in un torneo ATP e su un top 100. Al secondo turno soccombe in due set a Tomáš Berdych. In aprile supera per la prima volta le qualificazioni in un torneo ATP a Houston, batte quindi Facundo Argüello e al secondo turno viene sconfitto da Fernando Verdasco.

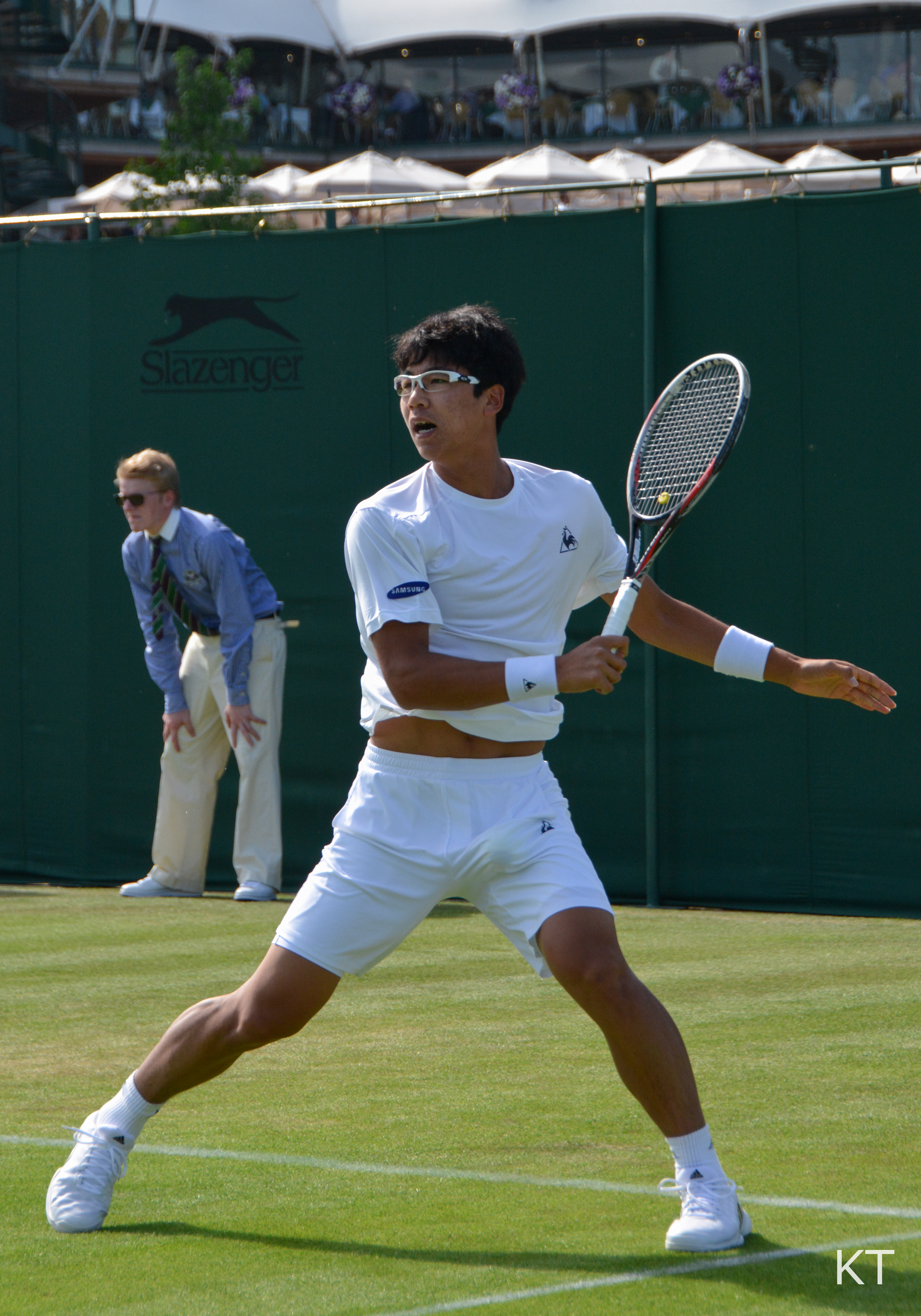
Al torneo di Wimbledon 2015

Vince due Challenger consecutivi a Savannah e Busan, sconfiggendo in finale rispettivamente James McGee e Lukáš Lacko. La vittoria di Savannah lo proietta per la prima volta tra i top 100, all'88º posto, e quella di Busan lo porta al 69º. Al successivo Seoul Open Challenger supera in semifinale il nº 65 ATP Lu Yen-hsun e in finale cede in due set a Gō Soeda, interrompendo la striscia di 14 vittorie consecutive. Alla sua prima trasferta in Europa non supera le qualificazioni né al Roland Garros né sull'erba di 's-Hertogenbosch e del Queen's. Entra invece per diritto di classifica nel main draw di Nottingham, ed esce al secondo turno, e a Wimbledon, dove al primo turno perde 8-10 il quinto set contro Pierre-Hugues Herbert. Nella sfida di Coppa Davis persa contro l'Uzbekistan, Chung vince il primo singolare con Farrukh Dustov e si ritira durante l'incontro con Denis Istomin.
Inizia la trasferta americana a Washington e perde al secondo turno contro Marin Čilić. Supera le qualificazioni del Masters 1000 di Montreal ed esce al primo turno del tabellone principale, mentre a Winston-Salem viene superato al terzo turno da Yen-Hsun Lu dopo aver sconfitto il nº 41 ATP Benoît Paire, l'avversario con il ranking più alto battuto da inizio carriera. Agli US Open vince il suo primo incontro nel main draw di uno Slam concedendo 6 soli giochi a James Duckworth e al secondo turno viene eliminato da Stan Wawrinka dopo 3 tie-break. In settembre si impone su Yuki Bhambri nella finale del Kaohsiung Challenger, al successivo Shenzhen Open raggiunge per la prima volta i quarti in un torneo ATP e cede in due set a Marin Čilić. Conclude il 2015 al 51º posto mondiale, suo nuovo best ranking, e in novembre riceve il premio ATP riservato al giocatore che si è migliorato di più nel corso della stagione.

### 2016: primo serio infortunio
L'esordio stagionale avviene a inizio gennaio all'ATP di Brisbane, nel quale viene eliminato al secondo turno da Cilic. Al primo turno degli Australian Open il nº 1 mondiale Novak Đoković gli concede solo 9 game. Anche nei successivi tornei non supera il secondo turno, sono però rilevanti le vittorie sul nº 34 ATP Guillermo García López e sul nº 39 Andreas Seppi, battuti al primo turno rispettivamente a Rotterdam e Dubai. A inizio marzo vince entrambi i singolari nel confronto di Coppa Davis in cui la Corea del Sud elimina la Nuova Zelanda. L'unico risultato apprezzabile del periodo seguente sono i quarti che raggiunge a Houston per il resto arrivano sconfitte al primo o secondo turno. A maggio esce al primo turno anche al Roland Garros e deve quindi fermarsi tre mesi per problemi agli addominali, il primo dei seri infortuni che caratterizzeranno la sua carriera.
Rientra in settembre in 145ª posizione del ranking e subito al Challenger di Nanchang arriva in finale, persa in tre set contro Hiroki Moriya. La settimana successiva conferma il titolo di campione vinto l'anno prima al Challenger di Kaohsiung superando in finale in due set Lee Duck-hee. Con le semifinali raggiunte in ottobre nei Challenger cinesi di Ningbo e Suzhou e il titolo conquistato a novembre al Kobe Challenger finisce la stagione a ridosso della top 100.

### 2017: prima semifinale ATP, top 50 e trofeo Next Generation ATP Finals
All'esordio stagionale al Chennai Open supera le qualificazioni e sconfigge al primo turno il nº 48 ATP Borna Ćorić in due set, prima di essere eliminato da Dudi Sela. Vince il suo primo incontro in carriera nel main draw degli Australian Open lasciando solo 7 giochi a Renzo Olivo e al secondo turno perde in 4 set contro Grigor Dimitrov dopo aver vinto il primo. Torna a vincere un titolo Challenger a Maui, non perde alcun set in tutto il torneo e in finale supera in due set Tarō Daniel, tornando così nella top 100. Nella successiva sfida di Coppa Davis di Gimcheon vinta dall'Uzbekistan ottiene l'unico punto sudcoreano battendo in 5 set Sanjar Fayziev, perde invece in doppio in coppia con Lim Yong-kyu. Vince solo due dei 6 incontri successivi, condizionato anche da un problema al tallone.
Comincia bene la trasferta europea arrivando ai quarti di finale dell'ATP 500 di Barcellona dopo aver battuto senza perdere set i top 100 Denis Istomin, Philipp Kohlschreiber e soprattutto il nº 21 ATP Alexander Zverev, esce di scena per mano di Rafael Nadal, che si impone in 2 set e vincerà il trofeo. Nel successivo ATP 250 di Monaco raggiunge per la prima volta una semifinale ATP sconfiggendo tra gli altri il nº 16 ATP Gaël Monfils e viene eliminato al terzo set da Guido Pella. Al Roland Garros arriva per la prima volta al terzo turno di uno Slam e rimonta due set al nº 9 mondiale Kei Nishikori, che vince 6-4 il quinto set. Un infortunio alla caviglia gli fa saltare il resto della stagione sulla terra e tutta quella sull'erba.
Rientra a fine luglio e viene eliminato al primo turno a Washington. Nel Masters 1000 canadese sconfigge al primo turno il nº 28 ATP Feliciano López e al secondo il nº 13 David Goffin prima di uscire dal torneo per mano di Adrian Mannarino. Questi risultati lo fanno entrare per la prima volta nella top 50, al 49º posto. Al primo turno del Cincinnati Masters Feliciano Lopez si prende la rivincita su Chung, che raggiunge i quarti a Winston Salem e viene eliminato da Damir Džumhur. Agli US Open esce al secondo turno per mano del nº 15 mondiale John Isner. A settembre si impone in entrambi i singolari nella sfida di Coppa Davis vinta contro Taiwan. Il risentimento addominale che lo aveva già afflitto nel 2016 lo costringe a rinunciare ai tornei di Shenzen e Tokyo. Rientra in ottobre e al primo turno dello Shanghai Masters supera il nº 13 ATP Roberto Bautista Agut, mentre al secondo perde contro Richard Gasquet. Esce al secondo turno anche a Stoccolma, a Basilea e nel Masters 1000 di Parigi-Bercy. L'11 novembre 2017 si aggiudica la prima edizione delle Next Generation ATP Finals sconfiggendo in finale Andrey Rublev. Chiude il 2017 al 58º posto del ranking, dopo essere stato 44º in settembre.

### 2018: vittoria su Djokovic e semifinale all'Australian Open, nº 19 ATP e nuovi infortuni

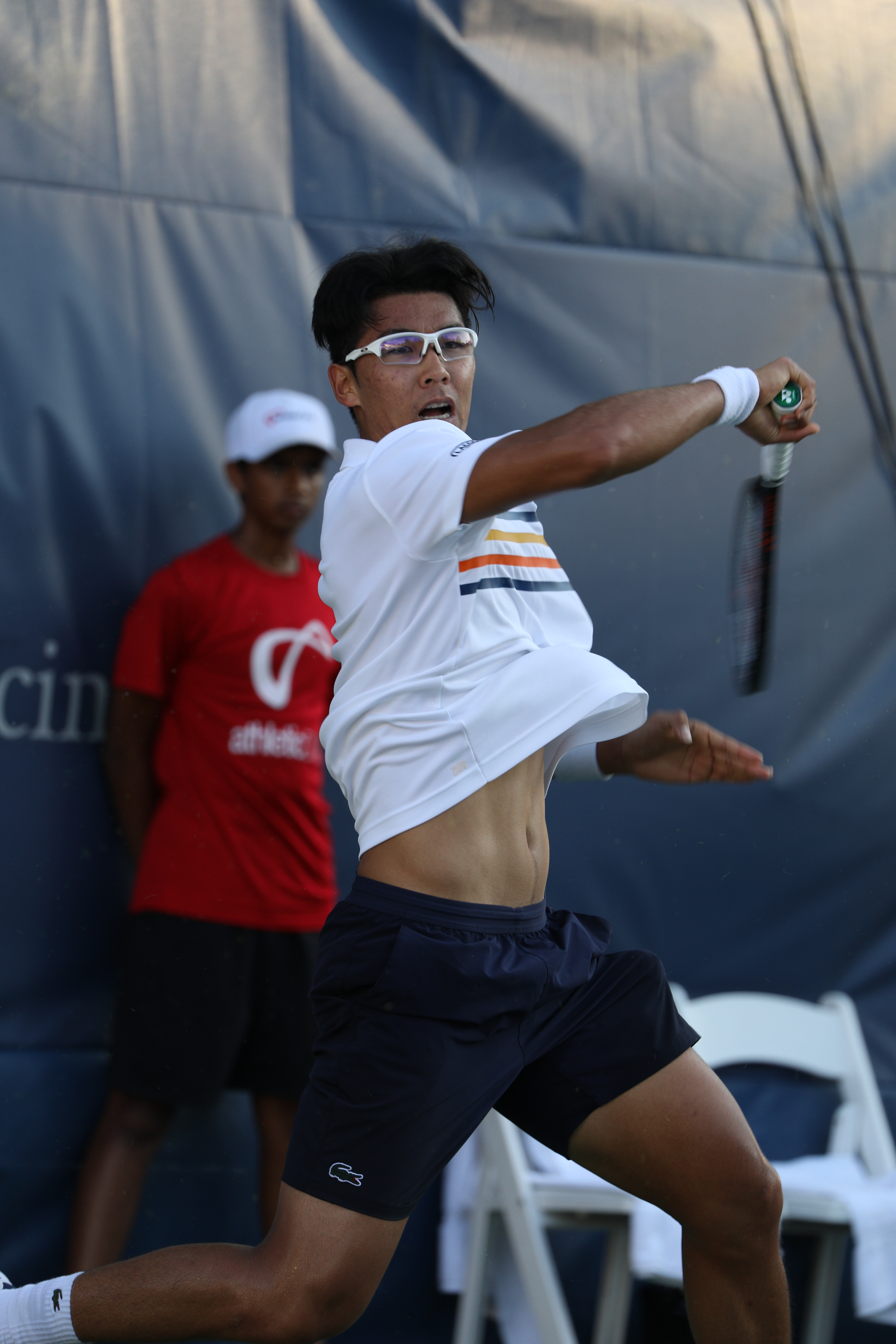
Al Citi Open 2018 di Washington

Eliminato al secondo turno a Brisbane, al secondo turno del successivo ATP 250 di Auckland batte il nº 16 ATP Isner prima di essere eliminato da David Ferrer. Agli Australian Open 2018 ottiene i suoi risultati più importanti della carriera, supera i primi due turni contro Miša Zverev e Daniil Medvedev e al terzo turno sconfigge a sorpresa il nº 4 del mondo Alexander Zverev vincendo 6-0 il quinto set. Desta ancora più sorpresa la vittoria negli ottavi ottenuta il 22 gennaio contro il 6 volte campione Novak Djokovic, sconfitto con il punteggio di 7-6, 7-5, 7-6. Diventa così il primo sudcoreano a qualificarsi nei quarti in una prova dello Slam. Supera quindi Tennys Sandgren e una vescica al piede lo costringe al ritiro durante la semifinale con Roger Federer. Guadagna 29 posizioni nel ranking e diventa il 29º giocatore al mondo.
Nei quattro tornei successivi raggiunge i quarti a Delray Beach, ad Acapulco e soprattutto nei Masters 1000 di Indian Wells, dove viene sconfitto da Federer, e di Miami, dove perde con John Isner. Diventa il primo sudcoreano ad arrivare nei quarti di un Masters 1000 e il 2 aprile porta il best ranking al 19º posto mondiale. A causa di un infortunio alla gamba, tra aprile e luglio partecipa a due soli tornei, raggiungendo la semifinale a Monaco di Baviera. Raggiunge i quarti ad Atlanta, che perde contro Ryan Harrison, a cui fanno seguito le eliminazioni al terzo turno a Washington e al secondo al Cincinnati Masters. Torna di nuovo a disputare i quarti a Winston Salem e viene eliminato da Pablo Carreño Busta. Al secondo turno degli US Open cede in tre set a Michail Kukuškin. Nel finale di stagione, caratterizzato da altri infortuni minori, non arrivano risultati di rilievo e chiude la sua miglior stagione al 25º posto del ranking.

### 2019: infortunio alla schiena e crollo nel ranking
Il 2019 inizia con le eliminazioni al turno di esordio a Pune e Auckland e agli Australian Open non va al di là del secondo turno. Perde quindi la maggior parte dei punti guadagnati con la semifinale dell'anno prima e la situazione si aggrava dopo l'eliminazione al primo turno a Rotterdam, quando un infortunio alla schiena lo tiene fermo per quasi sei mesi. Rientra a fine luglio e  subito sconfigge Yūichi Sugita in finale al Challenger di Chengdu, per poi raggiungere i quarti allo Yokkaichi Challenger. Questi risultati non sono sufficienti a fermare il crollo nel ranking e a fine agosto si trova in 170ª posizione, la più bassa dalla fine del 2014. Agli US Open supera le qualificazioni, arriva per la prima volta al terzo turno battendo il nº 34 ATP Fernando Verdasco e viene eliminato da Nadal. Di rilievo a fine stagione le vittorie a Tokyo su Lorenzo Sonego e Marin Čilić, rispettivamente nº 54 e 30 ATP, prima di essere eliminato da David Goffin, e quella su Milos Raonic a Vienna, dove perde al secondo turno contro Andrej Rublëv. Conclude la travagliata stagione al 128º posto del ranking.

### 2020-2024: nuovi infortuni, operazione alla schiena, rientro e lunghe convalescenze
Una tendinite alla mano destra costringe Chung a saltare l'inizio del 2020. Fa quindi l'esordio stagionale a inizio marzo e perde al primo turno del Challenger di Indian Wells; quel fine settimana viene decretato il blocco delle attività tennistiche a causa della pandemia di COVID 19. Rientra in agosto e perde tutti e tre gli incontri disputati nei Challenger cechi di Praga, Ostrava e Prostejov. Vince il suo unico incontro del 2020 alle qualificazioni del Roland Garros e viene eliminato da Renzo Olivo nel match successivo. È l'ultimo impegno della stagione, che chiude al 161º posto del ranking. Nel gennaio 2021 si sottopone a un intervento chirurgico alla schiena e inizia un lungo percorso di riabilitazione.
Nell'agosto 2022 annuncia di aver ripreso ad allenarsi, e quello stesso mese esce dal ranking. Torna alle competizioni a fine settembre, due anni dopo l'ultimo incontro disputato, gioca assieme a Kwon Soon-woo nel torneo di doppio all'ATP 250 Korea Open e vincono per 10-8 al terzo set all'esordio contro Hach / Huey. Raggiungono quindi la semifinale e perdono in due set da Barrientos / Reyes-Varela, sarà l'unica apparizione della stagione e resta inattivo anche nei primi mesi della successiva. Il rientro in singolare avviene a fine aprile 2023, nell'arco di due mesi prende parte a sei tornei vincendo un solo incontro al primo turno di qualificazione a Wimbledon contro Dimitar Kuzmanov, si ritira durante il match successivo per un nuovo infortunio e si prende una nuova lunga pausa.
Nel gennaio 2024 annuncia di aver ripreso ad allenarsi nella speranza di rientrare alle competizioni nel corso della stagione. Torna a giocare a settembre, in quello scorcio di stagione disputa sei tornei e i migliori risultati sono i quarti di finale raggiunti in un torneo ITF M25 e un incontro vinto in uno dei due tornei Challenger a cui ha preso parte.

### 2025
Nei primi mesi del 2024 raggiunge quattro finali ITF e ne vince tre, l'esordio stagionale nei Challenger avviene in aprile al Gwangju Open e viene eliminato nei quarti.

## Statistiche

### Next Generation ATP Finals

#### Vittorie (1)
| Legenda                        |
| Next Generation ATP Finals (1) |

| N  | Data             | Torneo                             | Superficie  | Avversario in finale | Punteggio            |
| 1. | 11 novembre 2017 | Next Generation ATP Finals, Milano | Cemento (i) | Andrej Rublëv        | 35–4, 4–32, 4–2, 4–2 |

### Tornei minori

#### Singolare

##### Vittorie (16)
| Legenda                 |
| ----------------------- |
| ATP Challenger Tour (9) |
| ITF (7)                 |

| N.  | Data              | Torneo                        | Superficie  | Avversario          | Punteggio     |
| --- | ----------------- | ----------------------------- | ----------- | ------------------- | ------------- |
| 1.  | 16 giugno 2013    | Korea F6, Gimcheon            | Cemento     | Enrique López-Pérez | 6–2, 6–3      |
| 2.  | 16 febbraio 2014  | Thailand F1, Nonthaburi       | Cemento     | Nam Ji-sung         | 6–2, 7–6(4)   |
| 3.  | 2 marzo 2014      | Thailand F3, Nonthaburi       | Cemento     | Marcus Willis       | 6–2, 6–4      |
| 4.  | 1º giugno 2014    | Korea F3, Changwon            | Cemento     | Cho Min-hyeok       | 6–1, 2–6, 7–5 |
| 5.  | 31 agosto 2014    | Bangkok Challenger, Bangkok   | Cemento     | Jordan Thompson     | 7–6(0), 6–4   |
| 6.  | 7 febbraio 2015   | Burnie International, Burnie  | Cemento     | Alex Bolt           | 6–2, 7–5      |
| 7.  | 26 aprile 2015    | Savannah Challenger, Savannah | Terra verde | James McGee         | 6–3, 6–2      |
| 8.  | 10 maggio 2015    | Busan Open Challenger, Pusan  | Cemento     | Lukáš Lacko         | 6–3, 6–1      |
| 9.  | 27 settembre 2015 | Kaohsiung Cup, Kaohsiung      | Cemento     | Yuki Bhambri        | 7–5, 6–4      |
| 10. | 25 settembre 2016 | Kaohsiung Cup, Kaohsiung      | Cemento     | Lee Duck-hee        | 6–4, 6–2      |
| 11. | 13 novembre 2016  | Kobe Challenger, Kōbe         | Cemento (i) | James Duckworth     | 6–4, 7–6(2)   |
| 12. | 29 gennaio 2017   | Maui Challenger, Maui         | Cemento     | Tarō Daniel         | 7–6(3), 6-1   |
| 13. | 4 agosto 2019     | Chengdu Challenger, Chengdu   | Cemento     | Yūichi Sugita       | 6-4, 6-3      |
| 14. | 5 gennaio 2025    | M25 Bali, Bali                | Cemento     | Giles Hussey        | 6-1, 6-2      |
| 15. | 23 marzo 2025     | M15 Nishi-Tokyo, Nishi-Tokyo  | Cemento     | Takuya Kumasaka     | 6-4, 6-0      |
| 16. | 30 marzo 2025     | M15 Tsukuba, Tsukuba          | Cemento     | Takuya Kumasaka     | 6-4, 3-6, 6-1 |

##### Finali perse (7)
| Legenda                 |
| ----------------------- |
| ATP Challenger Tour (3) |
| ITF (4)                 |

| N. | Data              | Torneo                                                | Superficie | Avversario       | Punteggio      |
| -- | ----------------- | ----------------------------------------------------- | ---------- | ---------------- | -------------- |
| 1. | 12 maggio 2013    | Korea F2, Seul                                        | Cemento    | Daniel Nguyen    | 6–4, 5–7, 4–6  |
| 2. | 23 marzo 2014     | China F3, Yuxi                                        | Cemento    | Zhang Ze         | 6(3)–7, 6(3)–7 |
| 3. | 8 giugno 2014     | Korea F4, Taegu                                       | Cemento    | Kim Cheong-eui   | 5–7, 6(5)–7    |
| 4. | 15 febbraio 2015  | Launceston Tennis International, Launceston           | Cemento    | Bjorn Fratangelo | 6–4, 2–6, 5–7  |
| 5. | 17 maggio 2015    | Seoul Open Challenger, Seul                           | Cemento    | Gō Soeda         | 6–3, 3–6, 3–6  |
| 6. | 17 settembre 2016 | ATP Challenger China International Nanchang, Nanchang | Cemento    | Hiroki Moriya    | 6–4, 1–6, 4–6  |
| 7. | 16 marzo 2025     | M25 Luan, Lu'an                                       | Cemento    | Oliver Crawford  | 6-4, 3-6, 2-6  |

## Risultati in progressione
| Sigla | Risultato               |
| ----- | ----------------------- |
| V     | Vincitore               |
| F     | Finalista               |
| SF    | Semifinalista           |
| O     | Oro olimpico            |
| A     | Argento olimpico        |
| SF    | Bronzo olimpico         |
| QF    | Quarti di Finale        |
| 4T    | Quarto turno            |
| 3T    | Terzo turno             |
| 2T    | Secondo turno           |
| 1T    | Primo turno             |
| RR    | Round Robin             |
| LQ    | Turno di qualificazione |
| A     | Assente                 |
| ND    | Non disputato           |

| Legenda superfici    |
| -------------------- |
| Cemento              |
| Terra battuta        |
| Erba                 |
| Superficie variabile |

### Singolare
| Torneo             | 2014          | 2015          | 2016 | 2017          | 2018          | 2019          | 2020          | 2021 | 2022 | 2023 | 2024 | 2025 | V-S   |
| Tornei Grande Slam |               |               |      |               |               |               |               |      |      |      |      |      |       |
| Australian Open    | A             | Q3            | 1T   | 2T            | SF            | 2T            | A             | A    | A    | A    | A    | A    | 7-4   |
| Open di Francia    | A             | Q1            | 1T   | 3T            | A             | A             | Q2            | A    | A    | A    | A    |      | 2-2   |
| Wimbledon          | A             | 1T            | A    | A             | A             | A             | ND            | A    | A    | Q2   | A    |      | 0-1   |
| US Open            | Q2            | 2T            | A    | 2T            | 2T            | 3T            | A             | A    | A    | A    | A    |      | 5-4   |
| Vittorie-Sconfitte | 0-0           | 1-2           | 0-2  | 4-3           | 6-2           | 3-2           | 0-0           | 0-0  | 0-0  | 0-0  | 0-0  | 0-0  | 14-11 |
| Giochi olimpici    |               |               |      |               |               |               |               |      |      |      |      |      |       |
| Giochi olimpici    | Non disputati | Non disputati | A    | Non disputati | Non disputati | Non disputati | Non disputati | A    | ND   | ND   | A    | ND   | 0-0   |
| Vittorie-Sconfitte | Non disputati | Non disputati | 0-0  | Non disputati | Non disputati | Non disputati | Non disputati | 0-0  | ND   | ND   | 0-0  | ND   | 0-0   |

### Doppio
| Torneo             | 2015 | 2016 | 2017 | 2018 | 2019 | 2020 | 2021 | 2022 | 2023 | 2024 | 2025 | V-S |
| Tornei Grande Slam |      |      |      |      |      |      |      |      |      |      |      |     |
| Australian Open    | A    | 1T   | A    | 3T   | A    | A    | A    | A    | A    | A    | A    | 2-2 |
| Open di Francia    | A    | A    | 1T   | A    | A    | A    | A    | A    | A    | A    |      | 0-1 |
| Wimbledon          | A    | A    | A    | A    | A    | ND   | A    | A    | A    | A    |      | 0-0 |
| US Open            | 1T   | A    | 2T   | A    | A    | A    | A    | A    | A    | A    |      | 1-2 |
| Vittorie-Sconfitte | 0-1  | 0-1  | 1-2  | 2-1  | 0-0  | 0-0  | 0-0  | 0-0  | 0-0  | 0-0  | 0-0  | 3-5 |

### Vittorie contro giocatori top 10
| Anno     | 2014 | 2015 | 2016 | 2017 | 2018 | 2019 | 2020 | 2021 | 2022 | Totale |
| -------- | ---- | ---- | ---- | ---- | ---- | ---- | ---- | ---- | ---- | ------ |
| Vittorie | 0    | 0    | 0    | 0    | 1    | 0    | 0    | 0    | 0    | 1      |

| #    | Giocatore        | Rank | Evento                     | Superficie | Turno | Punteggio                  |
| ---- | ---------------- | ---- | -------------------------- | ---------- | ----- | -------------------------- |
| 2018 |                  |      |                            |            |       |                            |
| 1.   | Alexander Zverev | 4    | Australian Open, Melbourne | Cemento    | 3T    | 5–7, 7–6(3), 2–6, 6–3, 6–0 |